# Спортивная гимнастика на летних Олимпийских играх 1956

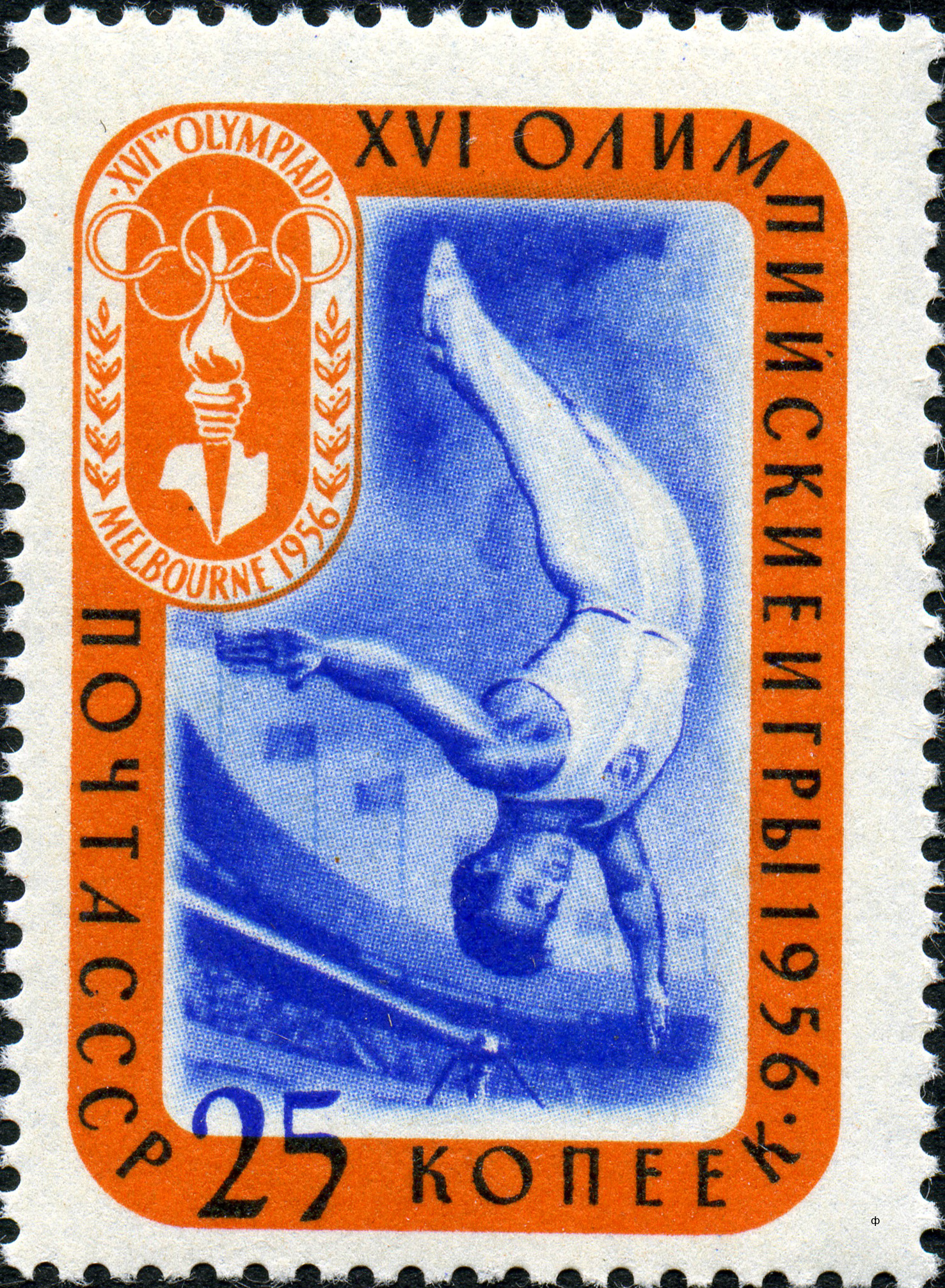
Марка СССР

Соревнования по спортивной гимнастике на летних Олимпийских играх 1956 года проводились на Западном мельбурнском стадионе среди мужчин и женщин.

## Общий медальный зачёт
| Место | Страна                          | Золото | Серебро | Бронза | Всего |
| ----- | ------------------------------- | ------ | ------- | ------ | ----- |
| 1     | СССР                            | 11     | 6       | 6      | 23    |
| 2     | Венгрия                         | 4      | 2       | 1      | 7     |
| 3     | Япония                          | 1      | 5       | 5      | 11    |
| 4     | Объединённая германская команда | 1      | 0       | 0      | 1     |
| 5     | Швеция                          | 0      | 2       | 1      | 3     |
| 6     | Чехословакия                    | 0      | 1       | 0      | 1     |
| 7     | Румыния                         | 0      | 0       | 2      | 2     |
| 8     | Финляндия                       | 0      | 0       | 1      | 1     |
| 8     | Польша                          | 0      | 0       | 1      | 1     |

## Медалисты

### Мужчины
| Дисциплина           | Золото                                                                                                | Серебро                                                                                               | Бронза |
| -------------------- | --- | --- | --- |
| Командное первенство | СССР · Виктор Чукарин · Валентин Муратов · Борис Шахлин · Альберт Азарян · Юрий Титов · Павел Столбов | Япония · Такаси Оно · Масао Такэмото · Масами Кубота · Нобуюки Аихара · Синсаку Цукаваки · Акира Коно | Финляндия · Раймо Хейнонен · Онни Лаппалайнен · Эркки Леймувирта · Берндт Линдфорс · Мартти Мансикка · Калеви Суониеми |
| Многоборье           | Виктор Чукарин СССР                                                                                   | Такаси Оно Япония                                                                                     | Юрий Титов СССР |
| Вольные упражнения   | Валентин Муратов СССР                                                                                 | Нобуюки Аихара Япония                                                                                 | не присуждалась |
| Вольные упражнения   | Валентин Муратов СССР                                                                                 | Виллиам Торессон Швеция                                                                               | не присуждалась |
| Вольные упражнения   | Валентин Муратов СССР                                                                                 | Виктор Чукарин СССР                                                                                   | не присуждалась |
| Конь                 | Борис Шахлин СССР                                                                                     | Такаси Оно Япония                                                                                     | Виктор Чукарин СССР |
| Кольца               | Альберт Азарян СССР                                                                                   | Валентин Муратов СССР                                                                                 | Масао Такэмото Япония                                                                                                  |
| Кольца               | Альберт Азарян СССР                                                                                   | Валентин Муратов СССР                                                                                 | Масами Кубота Япония                                                                                                   |
| Опорный прыжок       | Хельмут Банц Объединённая германская команда                                                          | не присуждалась                                                                                       | Юрий Титов СССР |
| Опорный прыжок       | Валентин Муратов СССР                                                                                 | не присуждалась                                                                                       | Юрий Титов СССР |
| Брусья               | Виктор Чукарин СССР                                                                                   | Масами Кубота Япония                                                                                  | Такаси Оно Япония |
| Брусья               | Виктор Чукарин СССР                                                                                   | Масами Кубота Япония                                                                                  | Масао Такэмото Япония                                                                                                  |
| Перекладина          | Такаси Оно Япония                                                                                     | Юрий Титов СССР                                                                                       | Масао Такэмото Япония                                                                                                  |

### Женщины
| Дисциплина                       | Золото | Серебро                                                                                                   | Бронза |
| -------------------------------- | --- | --- | --- |
| Командное первенство             | СССР · Тамара Манина · Лариса Латынина · София Муратова · Лидия Иванова · Полина Астахова · Людмила Егорова | Венгрия · Андреа Бодо · Агнеш Келети · Ализ Кертес · Эржебет Кётелеш · Маргит Коронди · Ольга Ташш        | Румыния · Элена Леуштяну · Джорджета Хурмузаки · Сония Иован · Эмилия Вэтэшою · Элена Мэргэрит · Элена Сэкэлич |
| Командные упражнения с предметом | Венгрия · Андреа Бодо · Агнеш Келети · Ализ Кертес · Эржебет Кётелеш · Маргит Коронди · Ольга Ташш          | Швеция · Карин Линдберг · Анн-Софи Петтерссон · Ева Рёнстрём · Эви Берггрен · Дорис Гедберг · Мауд Карлен | СССР · Тамара Манина · Лариса Латынина · София Муратова · Лидия Иванова · Полина Астахова · Людмила Егорова    |
| Командные упражнения с предметом | Венгрия · Андреа Бодо · Агнеш Келети · Ализ Кертес · Эржебет Кётелеш · Маргит Коронди · Ольга Ташш          | Швеция · Карин Линдберг · Анн-Софи Петтерссон · Ева Рёнстрём · Эви Берггрен · Дорис Гедберг · Мауд Карлен | Польша · Дорота Йокель · Наталия Кот · Данута Новак · Хелена Ракочи · Барбара Слизовская · Лидия Щербиньская   |
| Многоборье                       | Лариса Латынина СССР                                                                                        | Агнеш Келети Венгрия                                                                                      | София Муратова СССР                                                                                            |
| Опорный прыжок                   | Лариса Латынина СССР                                                                                        | Тамара Манина СССР                                                                                        | Ольга Ташш Венгрия                                                                                             |
| Опорный прыжок                   | Лариса Латынина СССР                                                                                        | Тамара Манина СССР                                                                                        | Анн-Софи Петтерссон Швеция                                                                                     |
| Брусья                           | Агнеш Келети Венгрия                                                                                        | Лариса Латынина СССР                                                                                      | София Муратова СССР                                                                                            |
| Бревно                           | Агнеш Келети Венгрия                                                                                        | Эва Босакова Чехословакия                                                                                 | не присуждалась                                                                                                |
| Бревно                           | Агнеш Келети Венгрия                                                                                        | Тамара Манина СССР                                                                                        | не присуждалась                                                                                                |
| Вольные упражнения               | Агнеш Келети Венгрия                                                                                        | не присуждалась                                                                                           | Элена Леуштяну Румыния                                                                                         |
| Вольные упражнения               | Лариса Латынина СССР                                                                                        | не присуждалась                                                                                           | Элена Леуштяну Румыния                                                                                         |

## Технический комитет и судьи
Президент и генеральный секретарь FIG —  Шарль Тёни
Президент технического комитета —  Пьер Энтж
Апелляционное жюри —  Уилбур Кёртис,  Мирослав Клингер,  Вяйнё Лахтинен,  Николай Миронов,  Пьер Энтж
Арбитры:
- Владимир Беляков
- Густав Грубый
- Константин Каракашьянц
- Б. М. Карлквист
- Ф. Кейтон
- Л. Компа
- Э. Копп
- Владимир Лаврушенко
- Вальтер Линерт[англ.]
- К. Маккончи
- Нено Мирчев[англ.]
- Колин Морвуд
- Т. Э. Мэлони
- С. Накадзима
- Чарли Понд
- Бернард Радоевский
- Пауль Сирмейккё[фин.]
- М. Сутинен
- Киитиро Тояма[англ.]
- Иштван Шаркан
- Р. Шпит
- Ярослав Штерц